# Четыре Двора (Чистопольский район)
Четыре Двора (тат. Дүртөйле) — село в Чистопольском районе Татарстана. Входит в состав Адельшинского сельского поселения.

## Этимология
Топоним произошёл от татарских слов «дүрт» (четыре) и «өй» (дом, изба, жилище).

## География
Находится на реке Большая Бахта, в 20 км к юго-западу от города Чистополя.

## История
Основано в первой половине XVIII века. До 1860-х годов жители относились к сословиям помещичьих и государственных крестьян. Занимались земледелием, разведением скота, мукомольным промыслом.
В «Списке населенных мест по сведениям 1859 года», изданном в 1866 году, населённый пункт упомянут как казённая и владельческая деревня Кодралеева (Четыре Двора) 2-го стана Чистопольского уезда Казанской губернии. Располагалась при речке Бахте, на Казанско-Бугульминской транспортной дороге, в 22 верстах от уездного города Чистополя и в 30 верстах от становой квартиры в казённом пригороде Билярске (Буляре). В деревне в 96 дворах жили 616 человек (320 мужчин и 296 женщин). Была мечеть.
По сведениям переписи 1897 года, в деревне Четыре Двора (Кадралеево, Дертюли) Чистопольского уезда Казанской губернии жили 839 человек (397 мужчин и 442 женщины), все мусульмане.
В начале XX века действовали мечеть и медресе, 4 мельницы, 2 крупообдирки, 4 мелочные лавки. В этот период земельный надел сельской общины составлял 1476 десятин. До 1920 года село входило в Муслюмкинскую волость Чистопольского уезда Казанской губернии. С 1920 года в составе Чистопольского кантона ТАССР. С 10.08.1930 в Чистопольском районе.

## Население
Постоянных жителей было: в 1782 — 83 души мужского пола, в 1859 — 616, в 1897 — 1119, в 1908 — 1122, в 1920 — 1264, в 1926 — 1257, в 1938 — 1386, в 1949 — 717, в 1958 — 647, в 1970 — 605, в 1979 — 464, в 1989 — 317, в 2002 — 331 (татары 100 %), в 2010 — 286, в 2021 — 260 человек.

## Экономика
Жители занимаются полеводством, молочным скотоводством, овцеводством, имеют 98 личных подсобных хозяйств. 

## Инфраструктура
В селе действуют фельдшерско-акушерский пункт, клуб, библиотека.

## Религия
Мечеть.